# Солдатове
Солдатове́ — село в Україні, Миргородському районі Полтавської області. Населення становить 25 осіб. Входить до складу Лютенської сільської громади.
Після ліквідації Гадяцького району у липні 2020 року увійшло до Миргородського району.

## Географія
Село Солдатове розташоване на відстані 1.5 км від села Кругле Озеро, за 2 км село Новий Виселок.
Довкіл села заболочене озеро.

## Історія
1907 — дата заснування.
Село постраждало внаслідок геноциду українського народу, проведеного окупаційним урядом СССР 1923—1933 та 1946–1947 роках.
До 2020 року орган місцевого самоврядування — Лисівська сільська рада.